# Samuel Seelenfreund
Samuel Seelenfreund (ur. 31 grudnia 1882 w Rymanowie, zm. 3 grudnia 1961 w Katowicach) – prawnik, działacz społeczności żydowskiej.

## Życiorys
Według tradycyjnego przekazu jego rodzina wywodziła się od hiszpańskich marranów, a jej przedstawiciele pierwotnie nosili nazwisko „Hilo”, zaś nazwisko Seelenfreund nadały im władze austriackie. Pochodził z zamożnej rodziny, jego dziadkowie uzyskiwali dochód z opłat pobieranych na rogatkach.
Samuel Seelenfreund urodził się 31 grudnia 1882 w Rymanowie. Był synem Salomona (tamtejszy kupiec i prezes zarządu gminy żydowskiej, zm. 1931. Miał brata Lazara. W kręgu rodziny był określany „Szmuel”.
Uczył się w chederze do 15 roku życia. Następnie w charakterze prywatysty kształcił się w C. K. Gimnazjum w Sanoku, gdzie w 1901 ukończył VIII klasę i zdał egzamin dojrzałości (w jego klasie byli m.in.: Marian Dienstl-Dąbrowa, Franciszek Jun, Roman Saphier). Po maturze podjął studia prawnicze na Wydziale Prawa Uniwersytetu Lwowskiego, które po dwóch latach kontynuował na Uniwersytecie Wiedeńskim. Tam pozostawał pod wpływem ideologa syjonizmu i dziennikarza czasopisma „Neue Freie Presse”, Theodora Herzla. Studia prawnicze ukończył summa cum laude (z najwyższą pochwałą), uzyskując stopień doktora.
W 1910 poślubił pochodzącą z Tarnowa Franciszkę Shipper (ur. 1887, siostra Ignacego Schipera, absolwentka seminarium nauczycielskiego). Przed 1914 mieszkał nadał w Wiedniu, gdzie po wybuchu I wojny światowej jako kandydat adwokacki przebywał wraz z żoną i dwojgiem dzieci (synem i córką) pod adresem Laudongasse 69. Jesienią 1914 został zmobilizowany do służby w C. K. Armii z grona przedstawicieli wolnych zawodów. W trakcie wojny wyjechał z rodziną do Przemyśla. Służył w korpusie audytorów i w ramach służby został przeniesiony do Brzozowa tj. w okolicy rodzinnego Rymanowa. Mając tam swoją siedzibę w 1916 został wpisany na listę c. k. adwokatów.
Po nastaniu II Rzeczypospolitej zarejestrował się w 1919 w Biurze Palestyńskim dla Galicji i Śląska jako osoba zamierzejąca przesiedlić się do Palestyny. Pozostał w Brzozowie i oddał się pracy zawodowej adwokata, którą wykonywał tam do 1939. Pozostawał w okręgu Izby Adwokackiej we Lwowie. Zajmował się głównie sprawami z zakresu prawa cywilnego. Został czołowym ekspertem prawniczym w Polsce w zakresie kontraktów i koncesji na poszukiwanie ropy naftowej, występując przed sądami w Sanoku i w Warszawie. Ponadto brał udział w działalności społeczności żydowskiej oraz w ruchu syjonistycznym. Był członkiem zarządu oraz przewodniczącym zarządu gminy żydowskiej (kahał) w Brzozowie do września 1939. Politycznie przynależał do ortodoksów. W połowie listopada 1926 zasiadł w reaktywowanym komitecie lokalnym organizacji syjonistycznej w Brzozowie. Działał też w administracji miasta i na rzecz jego rozwoju. Sprawował stanowisko zastępcy burmistrza Brzozowa. Był inicjatorem zawarcia umowy z firmą Siemens na dostawę prądu (do 1929 nie było w Brzozowie sieci elektrycznej), stworzenia kursów autobusowych do najbliższych stacji kolejowych (Rymanów i Sanok), budowy nowego gmachu Państwowego Gimnazjum w Brzozowie. Zasiadał w różnego rodzaju komitetach i instytucjach.
Po wybuchu II wojny światowej wyjechał z rodziną do Stryja. Wraz z żoną, młodszą córką i krewnym przebywali na Syberii. Po wojnie osiadł w Katowicach. W 1946 został radcą prawnym w Ministerstwie Przemysłu Polski Ludowej. Publikował w branżowym czasopiśmie „Węgiel”. Po przejściu na emeryturę był radcą prawnym w Katowicach. Zamieszkiwał przy ulicy Jana Kilińskiego 16/3. Samuel Seelenfreund zmarł 3 grudnia 1961 w Katowicach. Następnego dnia został pochowany na tamtejszym cmentarzu żydowskim przy ul. Kozielskiej. Jego żona zmarła 18 czerwca 1960. Ich dziećmi byli:
- syn Leon (wzgl. Lushek, Loshek)[9], ur. 1911 w Nowym Targu[30], absolwent Państwowego Gimnazjum w Brzozowie z 1929 i studiów prawniczych na Uniwersytecie Warszawskim z 1933, działacz syjonistyczny i robotniczy, w 1934 wyjechał do Palestyny, tam podjął pracę w fabryce Shemen, gdzie w lipcu 1935 porażony prądem poniósł śmierć w wypadku podczas pracy w Hajfie[1][9][19][31], około dwa lata później w lokalu WIZO (Women International Zionist Organisation) w Łodzi otwarto bibliotekę zadedykowaną jego osobie[32],
- córka Henryka (Risha)[9][33], ur. w 1912 w Nowym Targu, absolwentka Państwowego Gimnazjum w Brzozowie z 1930[34][35] i studiów prawniczych na Uniwersytecie Warszawskim z 1934, po czym tymczasowo pracowała w kancelarii ojca, poślubiła prawnika i zamieszkała w Warszawie, gdzie przebywała po 1939, podczas wojny owdowiała (mąż zginął w obozie na Majdanku), a po niej mieszkała w Katowicach[1][9],
- syn Mosze Aron[36][37] (wzgl. Amit, Aharon), ur. 1918, absolwent Państwowego Gimnazjum w Brzozowie z 1936, w 1937 wyjechał na studia do Palestyny na uczelni Technion, podczas II wojny służył w armii brytyjskiej[1][9],
- córka Geula (Lusia), ur. 1920, studiowała muzykę we Lwowie[1], po wojnie mieszkała z rodziną w Katowicach[1][9].